# Multidentia castaneae
Multidentia castaneae là một loài thực vật thuộc họ Rubiaceae. Đây là loài đặc hữu của Tanzania.